# Světák Bob
Světák Bob je česká adventura pro systém Amiga z roku 1993. Jedná se o první českou oficiálně distribuovanou počítačovou hru.  Vydala ji firma Vochozka Trading.

## Příběh
Hlavní hrdina, Bob, ztroskotá po kruté bouři a ocitá se sám na pustém ostrově. Nyní se musí odtud dostat a pokračovat ve svém dobrodružství.

## Hratelnost
Hra nabízí podobnou hratelnost jako textové hry, ale na rozdíl od textových her má grafiku a hudbu. Hra se od většiny adventur své doby liší tím, že je viděna z vlastního pohledu. Hráč se přesouvá mezi lokacemi pomocí šipek, které zabírají dolní polovinu obrazovky. Celá hra se ovládá myší.